# Tomba di Giulietta

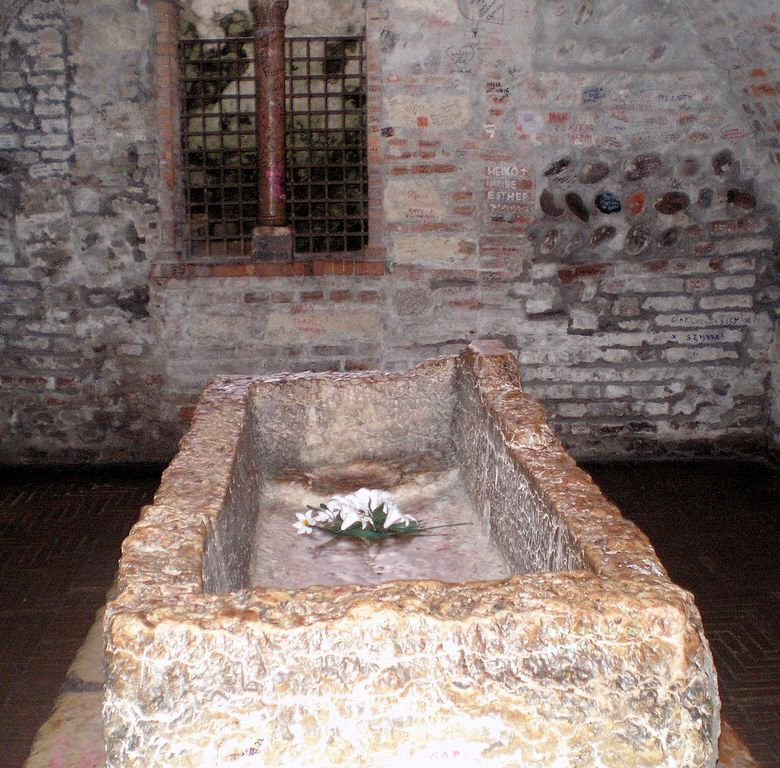
Tomba di Giulietta

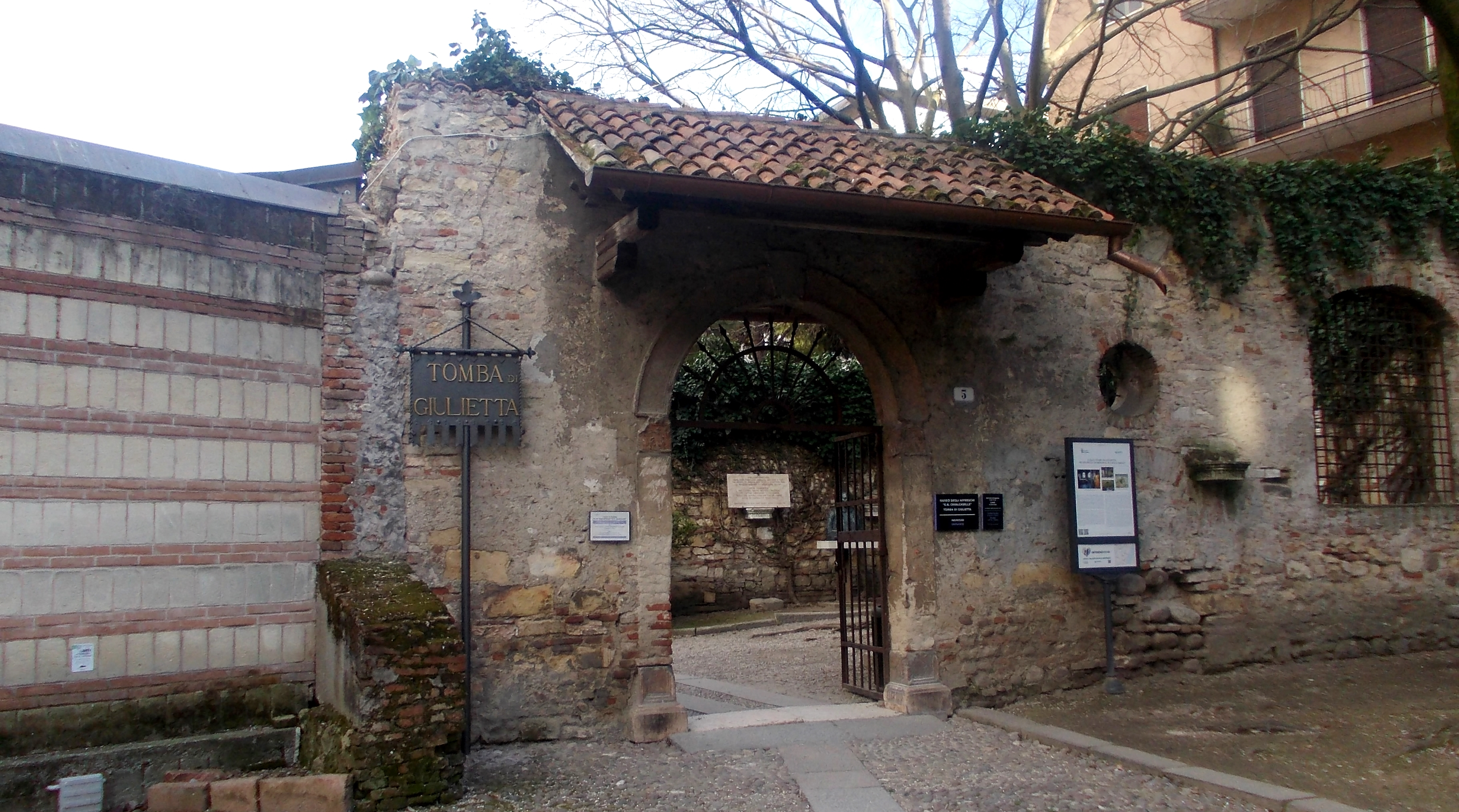
Entrata alla Tomba di Giulietta

La tomba di Giulietta si trova a Verona all'interno dell'ex convento dei frati cappuccini risalente al XIII secolo, oggi Museo degli affreschi "G.B. Cavalcaselle".
La tradizione e la fantasia vogliono che sia il luogo sepolcrale di Giulietta Capuleti, protagonista di Romeo e Giulietta di William Shakespeare.  
L'aspetto del luogo, come lo vediamo ora, risale al 1937 quando il responsabile dei musei veronesi Antonio Avena, che si era occupato anche del rifacimento in stile della casa di Giulietta, ha voluto dare un aspetto più vicino alle aspettative dei turisti al luogo identificato come tomba dell'eroina shakespeariana.
Dal 2000 nel chiostro dell'ex Convento tutti i lunedì si tiene un festival estivo: OPERA IN LOVE - Romeo and Juliet. Un evento che racchiude in sé Opera e Teatro per raccontare Giulietta e Romeo. Le parole di Shakespeare, in lingua originale, incontrano i protagonisti delle opere di Verdi, Puccini, Mozart.